# Samuel Abraham Goudsmit
Samuel Abraham Goudsmit (L'Aia, 11 luglio 1902 – Reno, 4 dicembre 1978) è stato un fisico olandese naturalizzato statunitense.

## Biografia
Ha studiato presso l'Università di Leida sotto Paul Ehrenfest dove ottenne il dottorato nel 1927. Successivamente è stato professore presso l'Università del Michigan e, durante la seconda guerra mondiale, lavorò all'MIT e collaborò al Progetto Manhattan e all'operazione Alsos. Il suo nome, assieme a quello di George Uhlenbeck, è legato alla scoperta dello spin dell'elettrone.